# Lewistown (Missouri)
Lewistown é uma cidade  localizada no estado americano de Missouri, no Condado de Lewis.

## Demografia
Segundo o censo americano de 2000, a sua população era de 595 habitantes.
Em 2006, foi estimada uma população de 578, um decréscimo de 17 (-2.9%).

## Geografia
De acordo com o United States Census Bureau tem uma área de
1,2 km², dos quais 1,2 km² cobertos por terra e 0,0 km² cobertos por água. Lewistown localiza-se a aproximadamente 220 m acima do nível do mar.

## Localidades na vizinhança
O diagrama seguinte representa as localidades num raio de 20 km ao redor de Lewistown.